# هيرمان دال
هيرمان دال هو شخصية أعمال وسياسي أمريكي، ولد في 30 مارس 1855 في بيرري في الولايات المتحدة، وتوفي في 25 أبريل 1920 في ماونت هورب في الولايات المتحدة. نشط حزبياً في الحزب الجمهوري. وقد انتخب عضو مجلس النواب الأمريكي ‏.